# Căpșune cu zahăr
Căpșuni cu zahăr (portugheză Morangos com Açúcar) este un serial TV portughez, transmis în Portugalia, Brazilia și România.